# Isabel Fonseca
Isabel Fonseca - američka spisateljica
Fonseca je studirala na sveučilištima Columbia i Oxford. Bila je pomoćnica urednika časopisa "Times Literary Supplement". Piše za mnoge listove i časopise, među ostalima, "The Independent", "Vogue", "The Nation", "The Wall Street Journal".
Svoje četverogodišnje iskustvo življenja s Romima od Albanije do Poljske, njihovu svakodnevicu, jezik, vjerovanja, običaje, obiteljske odnose opisala je u jednoj od najupečatljivijih knjiga o Romima: "Bury Me Standing: The Gypsies and Their Journey", objavljenoj 1995.
Knjiga je u Hrvatskoj objavljena deset godina kasnije, 2005., pod naslovom "Sahranite me uspravno: Cigani i njihov put".
Fonseca živi u Londonu.